# A Origem das Maneiras à Mesa
A origem das maneiras à mesa (no original em francês, L'origine des manières de table) é um ensaio escrito pelo antropólogo, etnólogo e filósofo francês Claude Lévi-Strauss, publicado em 1968 na França, pela editora Plon.
A origem das maneiras à mesa é o terceiro volume da tetralogia Mitológicas.